# نيريتيس
في الميثولوجيا الإغريقية، كان نيريتيس (باليونانية: Νηρίτης) إله بحر صغير، وهو ابن نيريوس ودوريس (على ما يبدو هو الابن الذكر الوحيد منهما) وهو شقيق الخمسين نيريد. ويوصف بأنه صبي صغير ذو جمال مذهل. وفقاً لكلوديوس إيليان، فإن نيريتيس لم يذكر من قبل الشعراء الملحمين من أمثال هوميروس وهسيود، ولكنه كان شخصية مشتركة في فلكلور البحارة ويتمثل ذلك في الروايات الأسطورية التالية:
في إحدى الروايات، تقع أفروديت في حب نيريتيس حتى قبل صعودها من البحر إلى جبل أوليمبوس. وعندما حان الوقت لكي تنضم إلى باقي الآلهة الأولمبية أرادت أفروديت أن يذهب نيريتيس معها ولكنه رفض ذلك مفضلاً البقاء مع عائلته في البحر. حتى حقيقة أن أفروديت وعدته بزوج من الأجنحة لم تجعله يعدل عن رأيه. ومن ثم قامت الإلهة المُحتقرة بتحويله إلى محار وأعطت الأجنحة لابنها إيروس. ومن ثم وجدته إحدى شقيقاته من النيريدات وهي نيريا وتوسلت بوسيدون ليعيده إلى شكله الطبيعي. قبل بوسيدون بذلك وأعاد نيريتيس إلى ما كان عليه.
في رواية أخرى، يقع بوسيدون في حب نيريتيس ويبادلهُ الأخير المشاعر. ومن حبهما المتبادل نشأ أنتيروس (كتجسيد للمحبة متبادلة). ويجعل بوسيدون نيريتيس سائق عجلته الحربية؛ ويقود الفتى العربة بسرعة مدهشة، ويُعجب بمختلف الكائنات البحرية. ولكن هيليوس (لأسباب غير معروفة وفقاً لمصادر إيليان) يُغير نيريتيس إلى محار. يفترض إيليان أن هيليوس ربما يكون قد أراد الفتى لنفسه وأنه شعر بالإهانة لرفض نيريتيس له. وكما في الرواية الأولى؛ تجده شقيقته نيريا وتتوسل بوسيدون كي يعيده لمظهره الطبيعي. يشعر بوسيدون بالشفقة عليه ويعيد نيريتيس لهيئته السابقة.

## وصلات خارجية
- مشروع ثيوي - نيريتيس (بالإنجليزية)